# Dignitários e políticos presentes na cerimônia de abertura dos Jogos Olímpicos de Inverno de 2010
Entre os dignitáriatá e outras pessoas ilustres presentes na cerimônia, estavam presidentes, reis e outros líderes, incluindo Leonard Andrew, Ernie Campbell, Bill Williams e Justin George, líderes das 4 Primeiras Nações do Canadá. Como uma homenagem aos povos nativos, eles foram reconhecidos como chefes de estado, e se sentaram atrás do primeiro-ministro canadense e da Governadora-geral.

## Dignitários e políticos presentes
- Michaëlle Jean, Governadora-Geral do Canadá;
- Jean-Daniel Lafond, Vice-governador consorte do Canadá;
- Stephen Harper, Primeiro-ministro do Canadá;[1]
- Laureen Harper, Esposa de Stephen Harper;[2]
- Gordon Campbell, Premier da Colúmbia Britânica, e sua esposa, Nancy Campbell;
- Os chefes das 4 primeiras nações foram reconhecidos como chefes-de-estado[1][3]:
  - Leonard Andrew, chefe da nação Lil'wat;
  - Ernie Campbell, chefe da nação Musqueam;
  - Bill Williams, chefe da nação Squamish;
  - Justin George, chefe da nação Tsleil-Waututh;
- Toomas Hendrik Ilves, Presidente da Estônia;[4]
- Evelin Ilves, Primeira-dama da Estônia;[4]
- Mikheil Saakashvili, Presidente da Geórgia;[5]
- Valdis Zatlers, Presidente da Letônia;[6]
- Alberto II de Mónaco, Príncipe de Mônaco;[7]
- Joe Biden, Vice-presidente dos Estados Unidos;[8]
- Jill Biden, Segunda-dama dos Estados Unidos;[9]
- Frederico, Príncipe Herdeiro da Dinamarca;[10]
- Mary Elizabeth, Princesa Herdeira da Dinamarca;[10]
- Guilherme Alexandre dos Países Baixos;[10]
- Máxima Zorreguieta;[10]
- Catarina Amália dos Países Baixos;[10]
- Alexia dos Países Baixos;[10]
- Ariana dos Países Baixos;[10]
- Haquino Magno da Noruega;[10]
- Ana, Princesa Real;[10]
- Jan Fischer, Primeiro-Ministro da República Tcheca;[11]
- Jan Peter Balkenende, Primeiro-ministro dos Países Baixos;[12]
- Dmitry Kozak, Vice-primeiro-ministro da Rússia;[13]
- Faruk Nafız Özak, Ministro de Estado da Turquia;[14]
- Tessa Jowell, Ministra para as Olimpíadas do Reino Unido;[15]
- David Jacobson, Embaixador dos Estados Unidos no Canadá;[9]
- Valerie Jarrett, assessora principal do presidente dos Estados Unidos, Barack Obama;[9]
- Arnold Schwarzenegger, Governador da Califórnia;[11]
- Mário Vázquez Raña, Presidente da Organização Desportiva Pan-Americana (ODEPA) e da Associação de Comitês Olímpicos Nacionais (ANOC).[16]
- Lalla Salma, Princesa Consorte de Marrocos;[16]
- Mohammed VI de Marrocos, Rei do Marrocos;[16]
- Juan Antonio Samaranch, ex-presidente de honra do COI;
- Jacques Rogge, atual presidente do COI;
- Dick Pound, presidente da Agência Mundial AntiDoping (aposentado).